# رستگاری در مسیحیت
رستگاری در مسیحیت  (که رهایی نیز نامیده می‌شود) عبارت است از «نجات [انسان] از گناه و پیامدهای آن، که شامل مرگ و جدایی از خدا در مسیحیت می‌شود» این روند با با مرگ و رستاخیز مسیح و تصلیب عیسی،   و توجیه پس از این نجات عینیت یافته‌است.
در واقع ایده مرگ عیسی به عنوان کفاره گناه انسان در کتاب مقدس مسیحی ثبت شده بود و در نامه‌های پائولین و اناجیل توضیح داده شد.
مسیحیان اولیه خود را از طریق مرگ قربانی و تعالی متعاقب عیسی مسیح در عهد جدیدی با خدا می‌دانستند که هم برای یهودیان و هم غیریهودیان رخ داده بود. باورهای اولیه مسیحیت در مورد شخص و نقش فداکاری عیسی در نجات انسان توسط پدران کلیسا، نویسندگان قرون وسطی و دانشمندان مدرن بیشتر توضیح داده شد.
دیدگاه‌های مختلف در مورد نجات (رستگاری‌شناسی) از جمله خطوط اصلی تقسیم‌بندی فرقه‌های مختلف مسیحی است، از جمله تعاریف متضاد گناه و تباهی کامل (طبیعت گناه‌آمیز بشر)، توجیه (وسیله خداوند برای از بین بردن عواقب گناه)، و کفاره (بخشش یا بخشش گناه از طریق رنج، مرگ و رستاخیز عیسی).
رستگاری در مسیحیت، یا رهایی یا رستگاری، «نجات [انسان] از مرگ و جدایی از خدا» با مرگ و رستاخیز مسیح است.   
نجات مسیحی نه تنها به خود کفاره مربوط می‌شود، بلکه به این سؤال نیز مربوط می‌شود که چگونه شخص از طریق ایمان، تعمید یا اطاعت در این نجات شریک می‌شود. و این پرسش که آیا این نجات فردی   است یا جهانی.   همچنین شامل سؤالاتی در مورد زندگی پس از مرگ است، مانند " بهشت، جهنم، برزخ، فانی گرایی مسیحی، و فناگرایی ".  خطوط اصلی بین فرقه‌های مختلف شامل تعاریف متضادی از گناه، توجیه و کفاره است.
کفاره در الهیات مسیحیِ غربی به توضیح این مطلب می‌پردازد که انسان چگونه می‌تواند با خداوند آشتی کند. کفاره در مسیحیت به بخشش یا عفوِ گناه در حالتِ کلی و بویژه گناهِ نخستین که با مرگ و رستاخیزِ الهیِ عیسی رخ داد می‌پردازد و آشتیِ میانِ خداوند و خلقِ وی را ممکن می‌کند.
در الهیات مسیحی، عادل شمرده شدن عمل خدا برای رفع گناه و مجازات گناه و در عین حال عادل ساختن یک گناهکار از طریق قربانی کفاره مسیح است. این ابزار توجیه حوزه ای است که بین کاتولیک، ارتدکس و پروتستان تفاوت چشمگیری دارد. توجیه اغلب به عنوان خط اصلی الهیاتی تلقی می‌شود که کاتولیک‌ها را از سنت‌های لوتری و اصلاح شده پروتستانیسم در طول اصلاحات پروتستانی جدا می‌کند. 
کلمه «کفاره» اغلب در عهد عتیق برای ترجمه کلمات عبری kippur استفاده می‌شد (عبری توراتی: כיפור \ כִּפּוּר , m.sg.) و kippurim (عبری توراتی: כיפורים \ כִּפּוּרִים , m.pl.) که به معنای «کفاره» است. کلمه انگلیسی tonement از معنای اصلی "at-one-ment" (یعنی "در یک بودن" یا هماهنگ با کسی بودن) گرفته شده‌است.  طبق فرهنگ انگلیسی کالینز، کفاره برای توصیف نجاتی که خدا (از طریق مسیح) برای آشتی دادن جهان با خودش و همچنین وضعیت شخصی که با خدا اعطا کرده‌است، استفاده می‌شود. طبق فرهنگ لغت آکسفورد کلیسای مسیحی، کفاره در الهیات مسیحی «آشتی انسان با خدا از طریق مرگ قربانی مسیح» است. 